# Ameropterus breviantennis
Ameropterus breviantennis är en insektsart som beskrevs av Penny 1982. Ameropterus breviantennis ingår i släktet Ameropterus och familjen fjärilsländor. Inga underarter finns listade i Catalogue of Life.